# ジョージ・ラムリー＝サンダーソン (第5代スカーバラ伯爵)
第5代スカーバラ伯爵ジョージ・オーガスタ・ラムリー＝サンダーソン（英語: George Augusta Lumley-Saunderson, 5th Earl of Scarbrough、1753年9月22日 – 1807年9月5日）は、イギリスの貴族、政治家。1774年から1780年まで庶民院議員を務めた。1782年までラムリー子爵の儀礼称号を使用した。

## 生涯
第4代スカーバラ伯爵リチャード・ラムリー＝サンダーソンと妻バーバラ（Barbara、旧姓サヴィル（Savile）、1797年7月22日没、第7代準男爵サー・ジョージ・サヴィルの娘）の長男として、1753年9月22日に生まれ、10月24日にセント・ジョージ・ハノーヴァー・スクエアで洗礼を受けた。1764年から1770年までイートン・カレッジで教育を受けた後、1771年6月13日にケンブリッジ大学キングス・カレッジに入学した。
1774年イギリス総選挙で父の影響力を借りてリンカーン選挙区から出馬、575票でトップ当選した。議会では母方のおじにあたる第8代準男爵サー・ジョージ・サヴィルと同じく、常にノース内閣（1770年 – 1782年）に対する野党の立場にあり、1775年に13植民地が反乱状態にあると宣言する動議への反対演説をして、1778年3月には倒閣に関する弁論で「人民は大臣を選ぶ権利がある」（the people had a right to choose the ministers）と発言した。1780年イギリス総選挙では父がリンカーン選挙区の有力者であるモンソン男爵家と手を組んだが、かえって反発を招き、ラムリーは339票（得票数3位）で落選した。
1782年5月12日に父が死去すると、スカーバラ伯爵位を継承した。リンカーン選挙区では1784年に弟リチャードが当選しているが、1786年にスカーバラ伯爵の死去が噂されたため、（爵位の推定相続人であるリチャードに代わる）次期議員の人選が検討された。
乗馬で度々事故に見舞われたという。
1807年9月5日にバースで死去、16日にバース修道院に埋葬された。生涯未婚であり、弟リチャードが爵位を継承した。